# Lakewood Golf Club
De Lakewood Golf Club is een golfclub in de Verenigde Staten en werd opgericht in 1961 als de Lakewood Country Club. De club bevindt zich in New Orleans, Louisiana en heeft een 18-holes golfbaan met een par van 72.

## Geschiedenis
In 1961 opende de Lakewood Country Club haar deuren en de 18-holes golfbaan werd ontworpen door de golfbaanarchitect Robert Bruce Harris. De clubhuis en de kleine gebouwen werd ontworpen door architect Edward Silverstein, die ook de Louisiana Superdome heeft ontworpen.
In 1963 ontving de club met het New Orleans Open een grote golftoernooi van de Amerikaanse PGA Tour. De club ontving tot 1988 het New Orleans Open.
In 2003 ging de Lakewood Country Club bankroet en de "Firemen's Pension Fund" heeft de eigendom opgekocht voor $ 6 miljoen. De privéclub was gesloten en de club werd vernoemd tot de Lakewood Golf Club.

## Golftoernooien
De lengte van de baan voor de heren is 6403 m met een par van 72. De course rating is 74,1 en de slope rating is 137.
- New Orleans Open: 1963-1988[1]